# Dorcadion kalashiani
Dorcadion kalashiani là một loài bọ cánh cứng trong họ Cerambycidae.